# Argja Bóltfelag
Argja Bóltfelag (Argir Boldklub), kort stavet AB, er en fodboldklub i bydelen Argir, som er en del af Thorshavn Kommune på Færøerne.

## Historie
Argja Bóltfelag blev stiftet 15. august 1973 af Johnny Nyby og andre sportsinteresserede, som boede på Argir. I foråret 1974 fik Argja Bóltfelag sin første bestyrelse. Den bestod af Johnny Nyby, formand, Fróði Olsen, næstformand, Sonja á Argjaboða, kasserer og Kristian Arge, sekretær. Øvrige bestyrelsesmedlemmer var Erling Olsen, Sæmundur Mortensen og Jens Hansen. Samme år deltog klubben i regelmæssige turneringer.
Klubben havde ikke gode træningsfaciliteter i starten. Der var blot en lille skolegård til træningsbane. Senere blev et område, 20 x 40 meter, ved skolen stillet til rådighed af kommunen. Argir havde ikke nogen fodboldbane, men med velvilje fra fodboldklubberne i Thorshavn og Thorshavn kommune, kunne Argja Bóltfelag låne fodboldbanen på stadionområdet i Gundadalur i Thorshavn, således at det var muligt at holde liv i klubben.
I 1983 blev der anlagt en rigtig fodboldbane på Argir. Dette gjorde forholdene meget bedre for klubbens aktiviteter. Fodboldbanen er den højest placerede på Færøerne, den ligger 92,87 meter over havet.  I 1985 blev klubhuset, AB-huset, bygget ved fodboldbanen. Huset blev bygget for at få plads til nogle klasselokaler, idet skolen på det tidspunkt var ved at blive for lille til den store befolkningsvækst på Argir. Overetagen i klubhuset blev i nogle år benyttet som klasselokaler, og fodboldklubben benyttede lokalerne i underetagen. Senere fik klubben rådighed over alle husets etager.
I 1998 blev fodboldbanen, som hidtil havde været grusbelagt, belagt med kunstgræs, og derved blev banen opgraderet til nutidens behov. I 2009 blev der anlagt overdækket tilskuertribune med siddepladser, hvilket gjorde forholdene for tilskuerne meget bedre, idet man nu kunne sidde under tag på rigtige sæder, i læ for vind og vejr. I 2010 blev den nu slidte kunstgræsbelægning udskiftet med en ny og moderne kunstgræsbelægning. I slutningen af 2010 købte Argja Bóltfelag klubhuset af Thorshavn kommune. I efteråret 2010 blev der opsat 3 store lysmaster på den nordlige side af fodboldbanen, som supplement til de 3 mindre lysmaster på sydsiden af banen. Derved blev lysforholdene på banen meget bedre. Sommeren 2013  er der kommet stor  måltavle op på ca 13 kvm. I foråret 2015 er der lavet moderne omklædningsrum under tilskuertribunen.
I 2017 vandt AB Færøernes næstbedste række, 1. deild, og spillede derfor i Betrideildin i 2018 hvor AB bevarede pladsen og fortsatte i i Betrideildin i 2019 og 2020. AB endte på nedrykningsplads  i 2020, og spiller således i 1. deild i 2021. 

## Aktuel trup
Pr. 2. maj 2022.
| Nr. | Land      | Position | Spiller             |
| --- | --------- | -------- | ------------------- |
| 16  | Danmark   | MM       | Rasmus Jepsen-Jacob |
| 1   | Færøerne  | MM       | Rói Zachariasen     |
| 4   | USA       | FO       | Erik Mccue          |
| 5   | Færøerne  | FO       | Brandur Jákupsson   |
| 6   | Færøerne  | MI       | Ragnar Skála        |
| 7   | Færøerne  | MI       | Rógvi Poulsen       |
| 8   | Færøerne  | MI       | Mikkjal Hentze      |
| 9   | Danmark   | AN       | Karl Leth           |
| 10  | Argentina | AN       | Franco Burset       |
| 11  | Argentina | AN       | Agustín Marsico     |
| 13  | USA       | FO       | Jake Gross          |
| 14  | Færøerne  | MI       | Tróndur á Høvdanum  |

| Nr. | Land     | Position | Spiller               |
| --- | -------- | -------- | --------------------- |
| 17  | Færøerne | MI       | Bartal Petersen       |
| 18  | Færøerne | FO       | Jákup Pauli Breckmann |
| 27  | Færøerne | MI       | Rógvi Skála           |
| 28  | Færøerne | FO       | Gunnar Reynslág       |
| 23  | USA      | FO       | Michael Smith         |
| 15  | Færøerne | AN       | Jobin Drangastein     |
| 20  | Finland  | MI       | Onni Tiihonen         |
| 12  | Færøerne | MI       | Marius Lindholm       |
| 21  | Færøerne | MI       | Coby Atkinson         |
| 3   | Somalia  | MI       | Fahad Mohamed         |
| 24  | Færøerne | MI       | Teitur Olsen          |
| 10  | Finland  | MI       | Robbie Azodo          |